# Diodoro de Tarso
Diodoro de Tarso (Griego: Διόδωρος; n. siglo IV d. C., muerto hacia 392), obispo, escritor eclesiástico y padre de la Iglesia. Fue maestro en la escuela exegética de Antioquía.
La Iglesia católica conmemora su festividad el 26 de febrero.

## Vida
Nació en Antioquía en fecha desconocida y de familia noble. Estudió en la misma ciudad, donde fue alumno de las enseñanzas teológicas de Silvano de Tarso y Eusebio de Emesa para luego realizar estudios clásicos en Atenas.
Posteriormente sería director de una comunidad monástica antioquena donde sería maestro de San Juan Crisóstomo y Teodoro de Mopsuestia, y que tendría como base la vida ascética y el estudio de las Escrituras.
Fue ordenado sacerdote hacia el 361. Durante el periodo de resurgimiento del culto pagano introducido por Juliano el Apóstata, Diodoro comenzó a realizar algunos de sus escritos en defensa de la divinidad de Cristo, con lo cual se ganó la enemistad y algunas referencias a él y a su constitución delgada y pálida en los propios escritos del emperador. Tras Juliano se sucedió Valente al mando del imperio, quien desterró a Diodoro a Armenia por el 372, donde se relacionó con Basilio el Grande.
Al morir Valente en el 378 Diodoro retornó a Antioquía donde recibió el obispado de Tarso y Cilicia. Con esta dignidad participó en el concilio ecuménico de Constantinopla de 381, convocado por el emperador Teodosio I para corroborar la profesión de fe acordada en el Concilio de Nicea y condenar las herejías apolinaristas y los remanentes arrianos.
Al confirmar las decisiones del concilio el emperador Teodosio en un decreto del 30 de julio de 381 le nombra modelo y árbitro de la ortodoxia junto con San Pelagio de Laodicea.
Su muerte se sitúa hacia 392.

## Pensamiento
Al ser un maestro de la escuela de Antioquía, Diodoro defendía una exégesis de las Sagradas Escrituras de una forma literal o gramatical, esto es, que no se extendiese más de lo que las propias palabras significaran sin darle un trasfondo alegórico.
Defendió la profesión de fe nicena, pero sus aseveraciones que enfatizaban la verdadera humanidad de Cristo, en coexistencia de su divinidad que vertió en contra de las herejías apolinaristas, le hicieron parecer, décadas más tarde, como antecesor de las doctrinas del hereje Nestorio, por lo que Cirilo de Alejandría en el 438 dedicó una obra titulada «Contra Deodorun et Theodorum» condenándolo a él y a su discípulo Teodoro de Mopsuestia. De tales opiniones se llegó a decir que Diodoro afirmaba la existencia de dos Cristos, uno conformado por el hombre y el otro por el logos.
Debido a estas condenas no se conservaron la mayor parte de sus obras que, por otro lado, eran bastantes y de diversos temas, centrándose sobre todo en los de exégesis, apologética, dogmática, incluso de astronomía y cronología. Pero solamente han llegado a nuestros días meros fragmentos.
Dichos fragmentos de Diodoro fueron incluidos, aunque incompletos, por Migne en su afamada «Patrología Griega» en su volumen XXXIII, 1545 y ss.